# Lenka Taussigová
Lenka Taussigová, provdaná Lenka Kocmanová Taussigová (* 23. leden 1982, Ústí nad Labem), je bývalá česká modelka, Miss sympatie ČR 2002 a majitelka produkční agentury.

## Životopis

### Osobní život
Lenka Taussigová studovala na Obchodní akademii v Ústí nad Labem. Poté absolvovala Univerzitu Jana Evangelisty Purkyně (fakultu sociálně-ekonomická) v oboru Podnikové finance.[zdroj?]
Její manžel je operační důstojník Policie ČR z Duchcova Tomáš Kocman, s nímž má syna Tomáše, který se narodil 23. září 2010 v ústecké Masarykově nemocnici. 1. prosince 2012 porodila druhého syna Jana v ústecké nemocnici. Taussigová si přála holčičku, kdyby se jí narodila, jmenovala by se Kateřina.[zdroj?]
V současnosti[kdy?] se věnuje především produkci, organizování módních přehlídek a různých společenských akcí.[zdroj?]

### Soutěže Miss
V roce 2002 získala v české soutěži krásy Miss České republiky 2002 titul Miss sympatie, Miss TV diváku a Miss Internet. Poté Česko reprezentovala na mezinárodní soutěži krásy Miss International 2002, která se konala v Tokiu a umístila se na 6. místě.[zdroj?]